# Itu (Brasilien)
Itu ist eine Gemeinde (Municipio) im brasilianischen Bundesstaat São Paulo. 2018 lebten in der Gemeinde, deren Gründung auf das Jahr 1610 zurückgeht, etwa 172.300 Menschen auf rund 640 km². Itu genießt den offiziellen Rang einer Estância Turística, eines Tourismus-Zieles. Der Name des Ortes kommt aus der Sprache der eingeborenen Tupí und bedeutet so viel wie „großer Wasserfall“. Itu kam durch den Anbau von Kaffee zu großem Wohlstand und galt einst als der wohlhabendste Ort des Staates. 1873 fand in Itu die erste republikanische Versammlung Brasiliens statt, die schließlich 1889 in der Ausrufung der brasilianischen Republik mündete und letztendlich zur Verfassung der Vereinigten Brasilianischen Staaten im Jahre 1891.

## Kultur
Dieser Tage ist Itu vornehmlich auf Tourismus konzentriert. Die vom Humoristen Simplício geschaffenen „Großen Objekte“ in der Stadtmitte – wie etwa überdimensionierte öffentliche Fernsprechgeräte und Verkehrsampeln – haben gewisse Aufmerksamkeit erregt. 2009 und 2010 wurde in Itu die Reality-TV-Show A Fazenda – ein Pendant zum deutschen Die Farm, in Brasilien ein großer Publikumserfolg mit R$ 2.000.000 Preisgeld – abgewickelt, was die Bekanntheit der Stadt weiter erhöht hat.

## Veranstaltungen
2015 fand in Itu zum ersten Mal die südamerikanische Ausgabe des Tomorrowland-Festivals statt. Tomorrowland, das schon seit 2005 jährlich in Boom (Belgien) stattfindet, gehört weltweit zu den größten Veranstaltungen im Bereich der EDM. Nachdem das Festival 2016 erneut ausgetragen wurde, fand es im Jahr 2017 nicht mehr statt, da die politische Situation im Lande zu instabil sei.

## Söhne und Töchter
- Raimundo Lui (1912–1994), römisch-katholischer Ordensgeistlicher, Bischof von Paracatu
- Ronaldo Mota Sardenberg (* 1940), Diplomat und Politiker
- Leo Santos (* 1994), Fußballspieler
- Ronaldo (* 1996), Fußballspieler
- Luiz Olavo Baptista, (1938–2019), Jurist, Hochschullehrer und Mitglied des Appellate Body der WTO

## Religion
Das christentum ist in der Stadt wie folgt vertreten:

### Römisch-katholische Kirche
Die römisch-katholische Gemeinde ist Teil des Bistums Jundiaí.

### Protestantische Kirche
In der Stadt gibt es die unterschiedlichsten evangelischen Glaubensrichtungen, hauptsächlich Pfingstler, darunter die brasilianischen Assemblies of God, die Christliche Kongregationalistische Kirche in Brasilien, und andere.

## Bilder

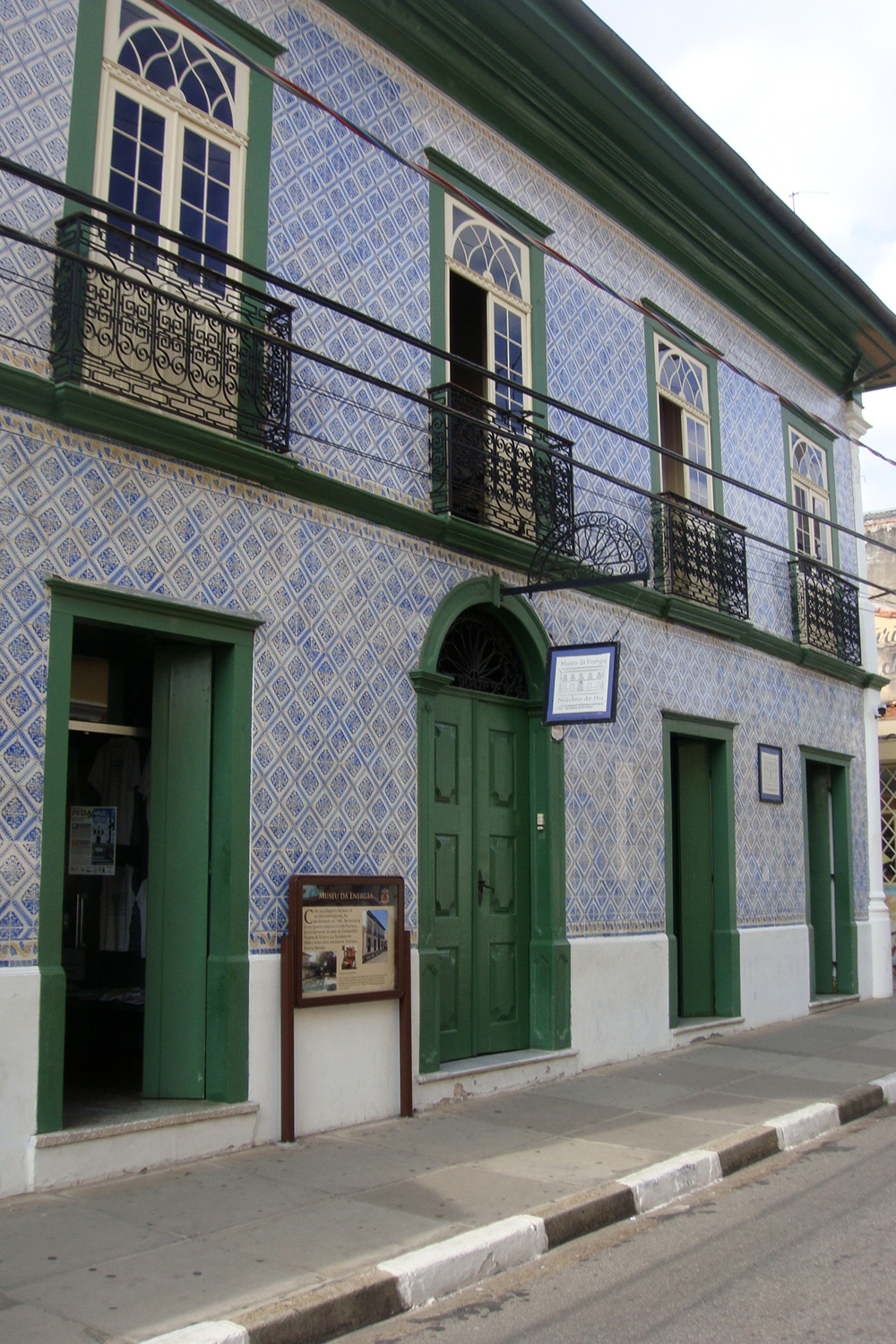
Energie-Museum
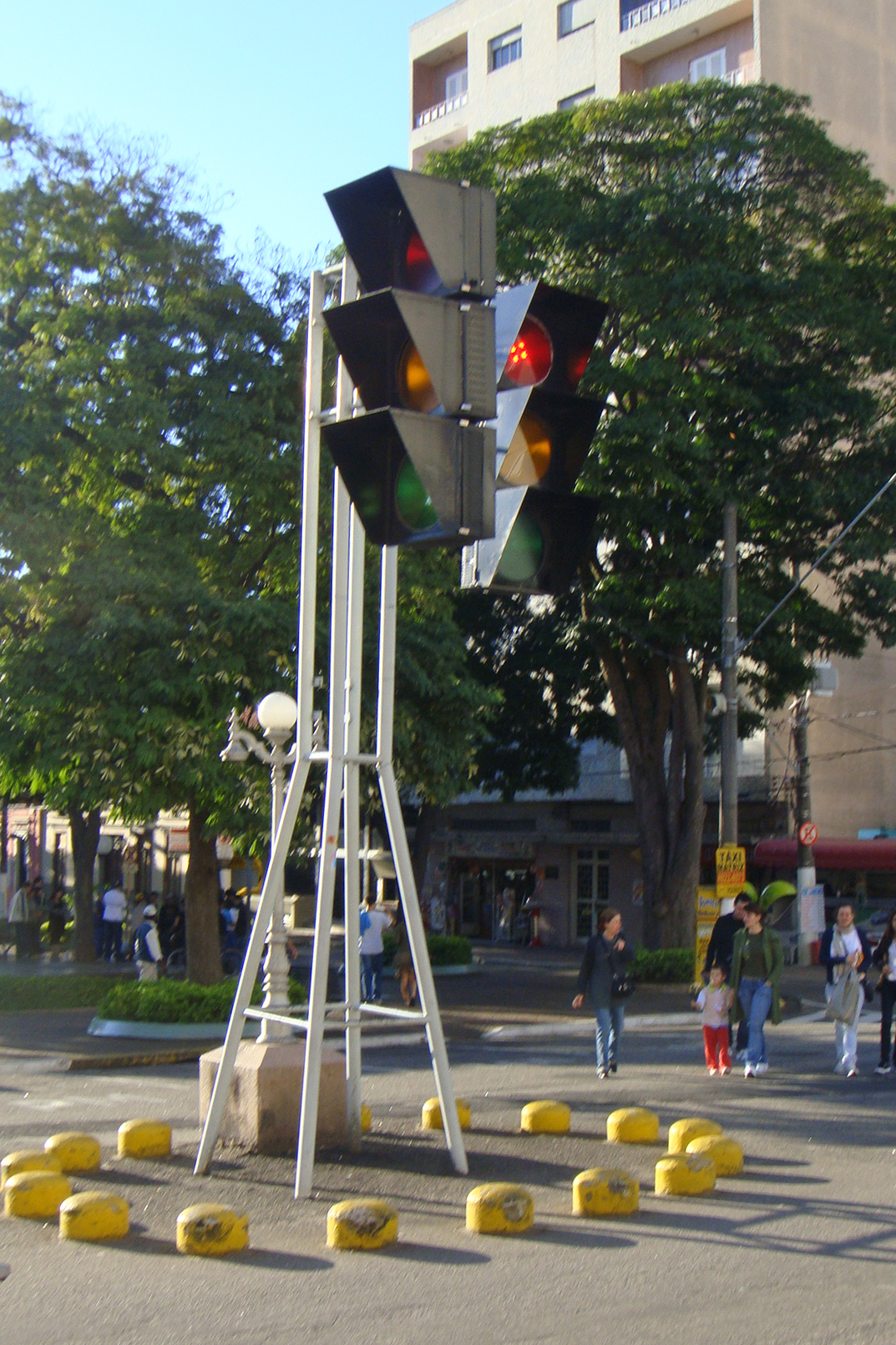
Überdimensionierte Verkehrsampel
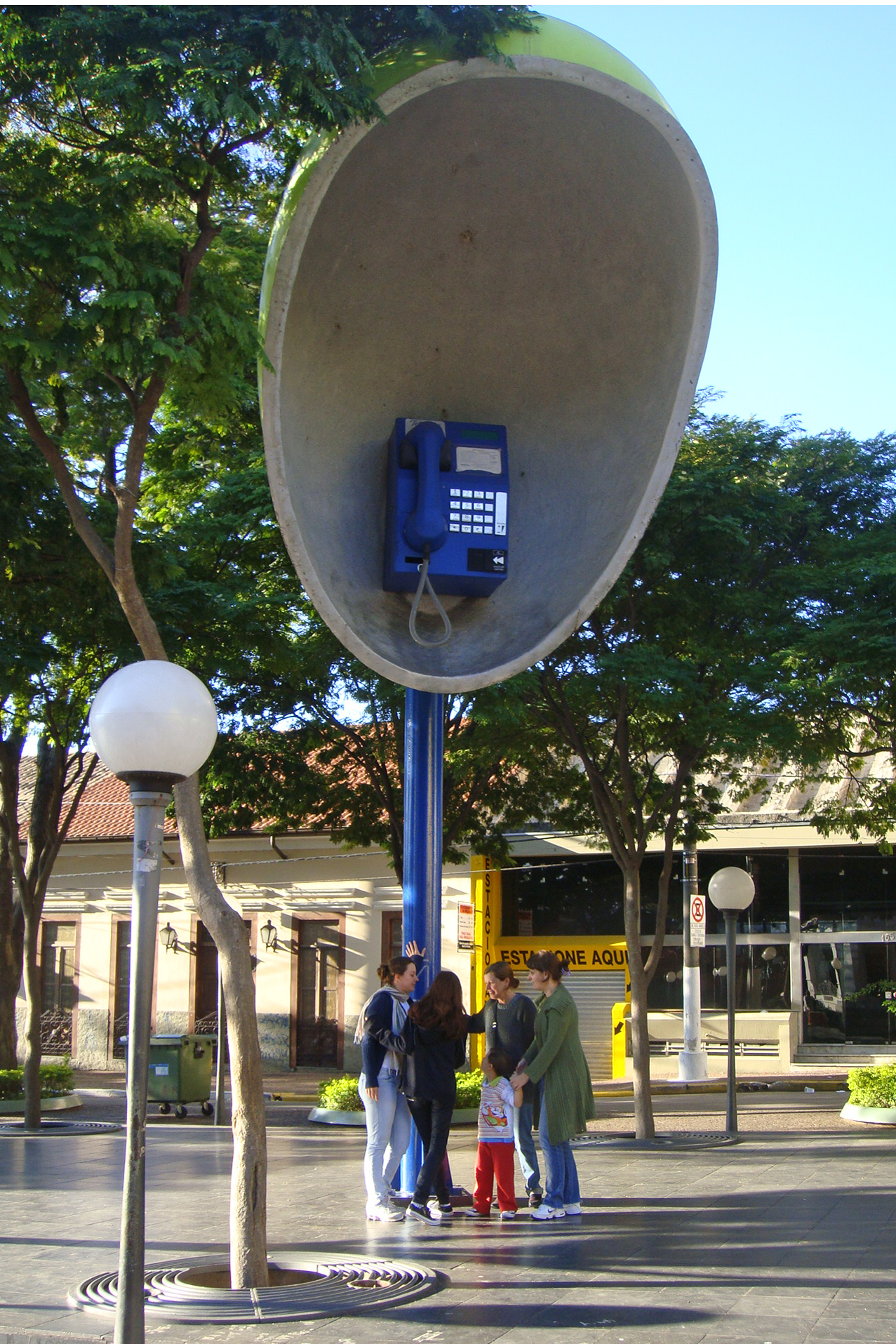
Überdimensionierter öffentlicher Fernsprecher